# Solenidiopsis tigroides
Solenidiopsis tigroides (возможное русское название: Соленидиопсис тигроидес) — вид многолетних эпифитных травянистых растений семейства Орхидные.
Вид не имеет устоявшегося русского названия, в русскоязычных источниках используется научное название — Solenidiopsis tigroides.

## Синоним
- Odontoglossum tigroides C.Schweinf., 1945 basionym

## Распространение иэкологическиеособенности
Восточные склоны Анд.
Эпифит на покрытых мхом деревьях, в горных лесах на высоте около 1800 метров над уровнем моря.
Цветение — конец весны.
Solenidiopsis tigroides включен в Приложение II Конвенции CITES. Цель Конвенции состоит в том, чтобы гарантировать, что международная торговля дикими животными и растениями не создаёт угрозы их выживанию.

## Этимологияи история описания
Вид описан в 1945 году под названием Odontoglossum tigroides.
Род Solenidiopsis был выделен в 1986 году из рода Odontoglossum Kunth немецким ботаников Карлхайнцем Сенгасом (нем. Karlheinz Senghas, 1928—2004). Латинское название рода отражает сходство с родом Solenidium.
Английское название —  The Tiger-Like Solenidiopsis.

## Биологическое описание
Миниатюрные симподиальные растения.
Псевдобульбы расположены плотной группой, яйцевидной формы, сплюснутые с боков.
Листья продолговатые, ланцетовидные, на концах заостренные, тонкие, темно-зеленые.
Цветонос от 20 до 35 см длиной. Соцветие многоцветковое.
Цветки 2,5 см в диаметре, мясистые, приятно ароматные.
Ресупинации цветков не происходит.

## В культуре
Температура днем 22-24°С, ночью 10-12°С.
Относительная влажность воздуха 75-80%. Ярко выраженного периода покоя не имеет, полив круглый год с незначительной просушкой субстрата между поливами. Полив может быть несколько уменьшен зимой в условиях короткого светового дня умеренных широт. Субстрат никогда не должно полностью пересыхать.
Посадка в небольшую корзинку для эпифитов, пластиковый или керамический горшок с рыхлым субстратом. 
Субстрат — смесь сосновой коры мелкой и средней фракции (кусочки от 0,3 до 1,0 см), порезанного мха и древесного угля.
Требования к свету аналогичны большинству видов рода Фаленопсис (рассеянный свет, полутень).
Для полива растений используется вода прошедшая очистку обратным осмосом с добавлением специально рассчитанных доз удобрений.